# 마법전대 매지레인저
《마법전대 마지레인저》(魔法戦隊マジレンジャー 마호센타이 마지렌자[*])는 일본 토에이가 제작한 29번째 슈퍼 전대 시리즈이다. 2005년 2월 13일부터 2006년 2월 12일까지 TV 아사히 계열에 방영되었다.

## 줄거리
어느 거리의 오래된 저택에 사는 오즈 가족(小津家 오즈케[*])의 주인 오즈 미유키는, 농원을 경영하는 장남 마키토를 비롯한 다섯 자식들과 함께 평화롭게 살고 있었다. 그러나 어느 일요일 아침, 오즈 가족의 집 앞에, 빛나는 마법진이 나타났고, 그 곳에서 괴물이 튀어나왔다. 아이들이 동요하는 사이, 미유키는 매지폰을 써, 흰색의 전투복을 입은 상태로 변신해 괴물을 쓰러뜨린다. 미유키는 집으로 돌아와, 이미 놀란 아이들에게, 앞서 쓰러뜨린 괴물이 과거에 지상 침략을 시도했으나, "천공성자" (天空聖者 덴쿠 세자[*])들에게 봉인당했던 "지저명부 인페르시아" (地底冥府インフェルシア 지테이 메이후 인훼루시아[*])의 명수 (冥獣 메이주[*])였음을 밝힌다. 그리고 미유키 자신은 부활한 인페르시아와 싸우기 위하여, 천공성자로부터 마법을 배운 마법사임도 밝힌다. 그리고 미유키는 장남 마키토, 장녀 호우카, 차녀 우라라, 차남 츠바사 등 네 명에게 마법전대 마지레인저가 되어 싸워야 한다고 밝힌다. 막내 카이는 처음에, 마법 휴대폰 매지폰을 받지 못했으나, 나중에 자신의 용기로서 매직폰을 만들어내 정식으로 매직레인저의 멤버가 된다. 그러던 중, 갑자기 나타난 우르켄타우르스가 아이들을 습격한다. 거대화한 매지 마더는 그 전투에서 심한 타격을 입고 행방이 묘연해지고 만다. 이 때부터, 매직레인저와 인페르시아의 대결이 시작된다. 인페르시아의 명수들을 하나씩 무찔러가던 중, 천공성자였던 히카루와 히카루를 따르는 고양이 스모키가 매지레인저에 합류하게 되고, 오즈 가족에게 숨겨졌던 비밀도 하나씩 드러나게 된다.

## 마지레인저
오즈 가족(小津一家 오즈 잇케[*])는 마법사들의 세계인 천공세계 매직토피아(天空聖界マジトピア 덴쿠세카이 마지토피아[*])에서 온 천공성자 블레이젤과, 지상의 인간인 미유키의 결혼으로 탄생한 가족으로, 블레이젤과 미유키 사이의 다섯 아이들은 인간과 천공성자의 혼혈이다. 매직레인저로 변신한다.

## 지저명부 인페르시아
지저명부 인페르시아(Infersia, 地底冥府インフェルシア 지테메후 인훼루시아[*])는 땅속 깊은 곳에 존재하는, 어둠의 베일에 둘러싸인 세계로, 명수 (冥獣 메이주[*])와 명수인 (冥獣人 메이주진[*])들의 제국이다. 15년 전, 지상의 지배를 노리고 지상을 침공했으나, 천공성자 브레이젤의 저지로 인페르시아의 제왕 움마는 봉인당했으며, 지상으로 이어지는 명부문의 문도 닫히고 말았다. 그러나 현대, 봉인이 약해지자 다시 침공을 개시하였다. 인페르시아의 목표는 세계 지배 뿐만 아니라, 그들이 섬기는 절대신 움마의 부활로, 목표들을 달성하기 위하여 명수와 명수인을 지상으로 출격시킨다. 인페르시아 내부는 여러 층으로 나뉘어 있는데, 서 있는 위치가 신분을 결정하며, 최하층(제일 아랫층)에 있는 자의 신분이 더 높다. 힘이 지배하는 세계로 강력한 힘을 가진 자는 지위와 영예를 얻을 수 있는 약육강식의 사회로 묘사된다.

## 등장 인물
패했다는 건 죽었다는 걸 가리킨다.

### 오즈 가족
천공성자 블레이젤과 인간 오즈 미유키가 결혼해서 오즈 5남매를 낳는다. 그러나 15년 전, 블레이젤이 움마를 봉인하고 돌아오지 못하자 미유키가 마법사가 되어 지상계를 인페르시아로부터 지킨다. 그리고 어느 일요일, 명수가 지상계를 습격하자 미유키는 5남매에게 지상계를 지킬 것을 권유한다. 처음에는 마키토, 호우카, 우라라, 츠바사만 마지폰을 받았지만 나중에는 카이도 마지폰을 받았다. 미유키가 울자드가 되어 있는 블레이젤과의 전투 중 마법으로 어디론가 사라진 후 오즈 5남매가 마지레인저가 되어 인페르시아에 맞서 싸운다. 그리고 인페르시아와 맞서 싸워 가면서 15년 만에 흩어진 오즈 가족이 모두 모인다.

#### 오즈 카이(小津 魁) (레드)
오즈 5남매 중에서 막내이자 삼남. 17세 (1988년 출생). 변신할 때는 매직 레드이며 엘레멘트는 불꽃. 마지레인저 중에서는 가장 많이 활약한다. 본인만의 특기로 연성 마법을 쓸 수 있다.
다소 성격이 급하며 무모하지만 상냥함과 순수함을 가지고 있다. 또 축구부에서 에이스로 활약한다.
처음에는 어머니인 미유키로부터 마지폰을 받지 못했지만, 본인의 용기로 마지폰을 만들어낸다. 아버지에 관해서는 전혀 기억이 없었으며, 울자드의 정체가 아버지였다는 게 밝혀져도 쉽게 믿지 못했다.
어머니인 미유키가 울저드와의 전투에서 사라지자 울저드를 증오하며 언제나 울저드를 이겨 원수를 갚을 날만을 기다리기도 했다.(후에는 울저드의 정체가 아버지인 브레이젤이었다는 게 밝혀졌지만)
같은 학교에 다니는 야마자키 유카를 좋아하지만 유카는 마지레드를 좋아한다.(마지토피아의 법 때문에 카이 본인이 변신한 거라고 말할 수 없으므로) 첫 데이트를 시도하지만 명수 구르와 싸우기 위해 포기한다.
극장판에서는 마지레드인 상태에서 인페르시아로 쳐들어가 유카를 구해준다.
명부신과의 격전으로 고민하고 있던 히카루의 선생이 되기도 한다.
인페르시아와의 결전을 앞두고 아버지로부터 '페이탈 블레이드' 기술을 전수받는다. 그걸로 기적을 일으켜 움마를 몰아붙인다.
1년 후에는 인페르시아와 지상세계를 잇는 친선대사가 된다.
추후 해적전대 고카이저 2화, 3화에 특별출연한다.

#### 오즈 츠바사(小津 翼) (옐로)
오즈 5남매 중에서 차남. 19세 (1986년 출생). 변신할 때는 마지옐로이며 엘레멘트는 번개. 본인만의 특기로 마법약을 만들 수 있다.
삐딱한 성격 탓에 주로 형제들과 충돌하는 경우가 많지만(특히, 카이의 경우에서), 형제들을 걱정하고 배려하는 마음은 깊다.
원래는 복싱을 배우고 있었지만, 인페르시아의 습격 때문에 당분간 그만둔다. 명수 구르의 습격 때, 본인은 부상을 당해서 카이에게 복싱 훈련을 시킨다.
복싱을 하고 있었을 때 본인이 다녔던 체육관의 관장 아들인 코타와 가깝게 지내는 사이이기도 했다. 명수인 인큐버스 페르빌레지의 습격으로 영혼을 빼앗긴 코타를 구하기 위해 히카루의 주의에도 불구하고 금단의 마법인 리버스의 마법을 써서 명수의 행동을 간파하여 간신히 스파이더와 페르빌레지를 물리치고 코타를 구해준다.
명부신 사이클롭스의 습격 때, 형 마키토를 대신해 자신이 장남으로서 모두를 구하려고 애썼다. 카이로부터 본인답게 굴라고 충고를 듣기도 했다.
연애에는 별 관심 없어보이지만, 돌연사한 가수 레이의 첫눈에 반하게 되고 슬픈 사랑을 하게 된다.
인페르시아와의 결전 후 1년, 다시 복싱에 전념했고 일본 챔피언 타이틀까지 가지게 된다.
추후 수리검전대 닌닌저 38화에 카토 클라우드 야쿠모에게 마법을 가르친 선생님으로 특별출연한다.

#### 오즈 우라라(小津 麗) (블루)
오즈 5남매 중에서 차녀. 20세 (1985년 출생). 변신할 때는 마지블루이며 엘레멘트는 물. 본인만의 특기로 수정구슬로 점칠 수 있다.(마법이 파워 업하여 모두도 수정구슬에 나타난 걸 볼 수 있게 됐다.)
어머니 미유키가 울자드(브레이젤/오즈 이사무)와의 전투에서 어디론가 사라진 이후 어머니의 대신이 되어 집안일을 담당한다.
어릴 적 카이가 장난치는 바람에 개구리를 싫어하게 되지만, 개구리로 변한 히카루와 키스해서 원래대로 되돌려 주고, 혹은 명부신 토도와의 결투에서 극복하게 된다.
히카루의 마법고양이 스모키와 은근 많이 충돌하지만 스모키를 걱정할 정도로 따뜻한 마음을 지녔다.
어머니가 당한 곳에서 마법이 업그레이드되어 어머니가 있는 곳을 알게 된 후, 토드와의 결투에서 어머니를 되찾는다.
명수인 사무라이 시치쥬로의 공격으로 가족간의 유대가 끊어졌을때에는 개인주의자가 되어서 푸조307을 대출받아서 구입한다.
히카루와 결혼하고 인페르시아와의 결전 후 1년, 매직토피아에서 살게 된다.

#### 오즈 호우카(小津 芳香) (핑크)
오즈 5남매 중에서 장녀. 22세 (1983년 출생). 변신할 때는 마지핑크이며 엘레멘트는 바람. 본인만의 특기로 본인을 여려가지 사물로 변신시킬 수 있다.
늘 자유분방하고 느긋한 성격이며, 연애하는 걸 좋아한다. 카이와 야마자키 유카의 연애를 돕겠답시고 사고를 친 적이 있다.
주로 모델 일을 하고 있으며, 오디션을 우라라에게 대신 부탁한 적도 있다.
어느 날 나이와 메아의 라이브에 가다가 그들(반큐리아로 변신했을 때)에 의해 흡혈귀가 되고, 츠바사한테 반큐리아를 무찌를 것을 부탁하기도 한다. 츠바사가 반큐리아를 이긴 덕분에 원래대로 돌아온다.
테츠야라는 남자와 결혼식을 올리나 헤어진다.
명수인 블라테스의 습격을 받아 기억을 잃어버리나, 결투에서 이겨 기억을 되찾는다.
명부신 토도의 독을 맞아 카이와 영혼이 바뀐 적이 있으며, 그 때 카이의 처지를 조금 이해하게 된다.
명부신 티탄의 마음을 움직여 생명의 소중함을 일깨워 준다.
추후 해적전대 고카이저 최종화에 매지레인저를 대표해서 매지레인저의 레인저 키를 돌려받는다.

#### 오즈 마키토(小津 蒔人) (그린)
오즈 5남매 중에서 장남. 24세 (1981년 출생). 변신할 때는 마지그린이며 엘레멘트는 대지. 본인만의 특기로 풀과 나무를 자유자재로 다룬다.
큰형님 농장을 운영하며, 과거에는 브라질에 유학가서 형님 대농장을 세우는 게 꿈이었다.
다소 덤벙대지만, 장남으로서의 책임감이 강하며, 동생들을 걱정하는 마음도 깊다.
명수인 시치쥬로로 인해 형제자매 간의 유대가 끊어지자 시치쥬로를 물리치지만 시치쥬로의 검을 만진 순간 그 영혼이 빙의돼 조종당하게 된다. 그렇지만 앨범이 타는 걸 본 형제들의 유대가 돌아오자 원래대로 돌아오게 된다.
동생들이 울자드와의 결투를 벌일 때 모르드의 곰팡이로 인해 불편한 몸을 이끌고 아버지의 말씀을 전하러 와서 격려해주기도 한다.
명부신 사이클롭스의 습격 때, 츠바사에게 장남으로서의 책임감을 가르쳐서 성장하는 발판을 마련해준다.
호우카가 명부신 티탄을 가까이하는 모습을 보자 인페르시아에는 나쁜 것들만 있다는 선입견을 버리게 된다.
인페르시아와의 결전 후 1년, 큰형님 농장 운영에 전념하고 있다.

#### 오즈 미유키(小津 深雪) (마더)
오즈 5남매의 어머니. 변신할 때는 마지 마더(한국판에서는 매직 화이트)이며 엘레멘트는 얼음.
남편인 블레이젤(이사무)이 인페르시아에 가서 돌아오지 못하자 스노우젤로부터 마법을 배워 지상계를 습격하는 명수와 싸운다.
무슨 일이 있어도 마지막엔 미소를 보여준다.
5남매에게 인페르시아와 명수들에 관한 얘기를 해주며 마법으로 지상을 지킬 것을 권유한다. 5남매에게 최대의 무기는 용기라는 것을 가르쳐준다.
당시 움마의 주박전생으로 울저드가 되어있던 남편 블레이젤과 결투를 벌일 때 본인이 날린 공격에 블레이젤이 순간적으로 의식을 되찾아 본인에게 날린 입자가 되는 마법에 걸려 어디론가 사라진다.(이때 오즈 5남매는 미유키가 죽은 줄로만 알았다.)
후에 영혼의 정원으로 날아왔으나 그때 부활한 명부신 토드에 의해 가시나무정원에 붙잡히게 되나 오즈 5남매가 구해준다. 그리고 새로운 힘을 터득한다.

#### 오즈 이사무(小津 勇, 블레이젤(Blagel)/울저드(Wolzard))
오즈 5남매의 아버지. 천공성자이며, 엘레멘트는 열화.
언제나 냉정하고 엄격하며 항상 남을 위해 싸운다. 태양의 힘을 주관하는 천공성자인 선젤(히카루)과 달의 힘을 주관하는 천공성자인 루나젤(린)을 가르치기도 했다. 가능성은 자신이 만들면 된다는 신념을 지녔다. 불(fire)보다 더 강도 높게 타오르는 불꽃인 블레이즈(Blaze) + 천사(Angel)를 합친 것이다. 작품의 주제인 용기를 뜻하는 브레이버리(Bravery)일 수 있다.
움마가 명부문을 만들어 지상계를 침략하려 할 때, 천공대성자 마지엘의 반대를 무릅쓰고 쳐들어가 움마를 봉인한다.
움마가 봉인되기 직전, 주박전생에 걸려 마도기사 울자드가 된다.
미유키와 결투할 때 미유키의 공격에 일시적으로 기억이 돌아와 미유키에게 입자가 되는 마법을 걸어 다른 데로 보낸다.
마도기사였을 땐 오즈 5남매와 결투할 때 비겁한 짓은 바라지 않고 항상 정정당당히 싸운다.(움마의 주박전생 때문에 기억은 잃었지만 브레이젤로써의 부분은 남아있었다.)
메이미 (라이젤)가 만든 하이모르드의 영항과 카이의 간절한 마음 덕분에 주박전생이 풀린다. 그리고 움마의 영혼을 자신의 안에 가두나 명부신들에 의해 빼앗긴다.
인페르시아와의 결전을 앞두고 카이에게 페이탈 블레이드를 전수한다. 움마와의 결투에서 당하나 나이와 메어의 불사의 힘으로 살아난다.

### 마지토피아
수많은 엘레멘트로 이루어진 천공세계. 주변에는 바다 위처럼 섬들이 많다. 이보다 더 위에는 천공대성자 마지엘이 사는 천공의 신전이 있다. 인간이 들어가는 안 될 신성한 성역이다. 극장판에서 히카루는 마지티켓을 사용해 오즈 5남매를 마지토피아로 보내준다.

#### 천공성자
마지엘 (Magiel)
매직토피아(마지토피아)의 천공대성자.
엄격하고 빡빡한 성격이지만 의외로 따뜻한 면도 있다.
본인의 반대에도 불구하고 블레이젤이 인페르시아로 쳐들어 간 후, 미유키가 찾아오자 미유키가 마법사가 되는 계기를 마련하기도 한다.
극장판에서는 오즈 5남매의 소중한 것을 지키려는 신념에 마음을 열어 카이에게 유니고론을 빌려준다.
움마가 매직토피아를 습격할 때, 스스로 입자가 되는 마법을 걸어 영혼의 정원으로 피신한다.
움마가 쓰러진 후, 매직토피아를 다시 재건했다.
블레이젤 (Blagel)
루나젤 (Lunagel, 린)
천공성자들 중에서 제일 먼저 모습을 드러낸다. 엘레멘트는 달. 주요 필살 기술은 문라이트 서클.
블레이젤의 지시로 명부문을 봉인하기 위해 자신의 생명으로 열쇠의 마법을 걸지만 배신자인 라이젤에 의해 기억을 잃는다. 기억이 돌아온 뒤 라이젤을 매우 증오한다.
기억을 잃은 상태에서 카이와 만나 용기를 내 츠바사가 만든 마법약으로 기억을 되찾는다.
블레이젤의 영향인지 결투할 때는 상냥함은 필요없다고 하나 속으로는 상냥한 마음을 억지로 거부하고 있었다. 카이가 블레이젤이 상냥했기에 명부문으로 들어오지 못하게 한 것이라고 말하자 마음을 열게 된다.
울저드의 결투 중에 밀리자 카이에게 구출된 후, 상냥함도 필요함을 깨닫게 된다. 후에 마지토피아로 돌아가자 명부문은 봉인된다.
매직레인저가 레젠드 파워를 습득했을 때 인간으로서의 기억을 잃게 된다며 레전드 파워를 사용해서는 안 된다고 설득하기도 했다.(히카루의 새로운 마법으로 레젠드 파워를 제어하며 기억을 잃지 않게 되었지만)
움마의 습격으로 부상을 당해 인페르시아와의 결전에 함께할 수 없게 된다.
선젤(히카루)와 우라라가 결혼한 후, 시누이가 된다.
선젤 (Sungel, 히카루) (샤인)
마지토피아의 천공성자 중 하나로 엘레멘트는 태양. 주요 무기는 마지램프 버스터와 트라베리온.
마지토피아를 배신한 라이젤과의 결투에서 라이젤을 봉인하나 본인도 라이젤의 마법으로 개구리가 된다.
스모키가 저주를 받아 소멸되려 할 때, 마지램프로 구해주고 같이 지내게 된다.
우라라의 키스로 본래 모습으로 돌아오게 되고, 오즈 5남매의 선생이 된다. 오즈 5남매에게 전설의 마법사가 낀 맹세의 반지를 부적으로서 준다.
마도신관 메미가 된 라이젤과는 듀얼 본드로 결투를 해서 이긴다.
명부신이 지상계를 습격할 때 마지토피아의 규칙 때문에 오즈 5남매에게 싸워서는 안된다고 못을 박았으나, 우라라가 준 애플파이를 먹고 마음을 열게 된다.
명부신과의 격전으로 인해 고뇌하던 중 스노우젤로부터 카이에게 배울 것을 지시받고 드레이크와의 결투에서 카이에게서 무엇을 배워야 하는지 깨닫게 된다.
움마가 절대신으로 부활한 후, 본인이 움마에 의해 죽는 운명을 보고 마지토피아로 돌아가려 했으나, 우라라의 마음을 이해하고 우라라와 결혼한다.
움마한테 당하나, 나이와 메아의 힘으로 되살아난다.
라이젤 (Raigel, 메미/메이미)
마지토피아를 배신하고 인페르시아에 붙은 천공성자.
히카루와의 결투에서 미라가 되어 봉인되나 뱀큘리아가 들고 나간다.
움마의 어둠의 힘으로 마도신관 메미가 되어 마지레인저를 습격한다.
브랑켄의 뒤를 이어 인페르시아의 새로운 지도자가 되어 명수인들을 지상계로 보내 습격한다.
트라베리온의 힘을 빼앗아 그 힘으로 금단의 마법을 사용해 블레이젤이 봉인한 명수와 명수인들을 부활시켜 키마이라로 합체시킨다.
매직레인저의 레전드 파워를 뽑아 내어 움마를 부활시킨다.
듀얼 본드에서 히카루한테 패한 후 명부신들이 부활할 것이라는 말을 남기고 소멸한다.
스노우젤 (Snowgel)
전설의 마법사들의 제자였던 마지토피아 최장로. 엘레멘트는 얼음.
미유키에게 마법을 가르쳐준다.
브레이젤이나 라이젤이 힘을 가졌기에 어둠의 유혹에 넘어갔기 때문에 힘은 더 강한 힘에 의해 꺾일 뿐이라고 믿게 된다.
그러나 카이의 무한한 용기에 마음을 열어 마지레인저에게 전설의 힘을 준다.
히카루에게는 카이에게 배울 것을 조언하기도 한다.
크로노젤 (Cronogel)
금단의 마법인 리버스의 마법을 만든 전설의 천공성자. 리버스의 마법에는 강력한 저주를 걸었다.
이 리버스의 마법을 사용한 자의 몸 속에 모든 시간이 흘러들어가는 소용돌이가 생겨나며 시공간이 일그러져 종말을 불러온다고 한다.
마루데요나 세계에 있는 바위산에 자신의 혼을 봉인시켜 그 정상에 용서의 지팡이를 꽂아놓고 리버스의 마법을 사용한 자한테는 시련을 내리기로 결정한다.
그란젤 (Grangel)
매직 그린의 힘의 원천이 되는 천공성자. 엘레멘트는 대지.
윈젤 (Wingel)
매직 핑크의 힘의 원천이 되는 천공성자이자 오즈 호우카의 수호신이나 마찬가지인 존재. 나비의 날개를 팔랑거리며 분홍색의 찬란한 빛으로 몸을 휘감은 아름다운 요정처럼 생긴 천공성자이다. 바람의 천공성자로 엘레멘트는 바람. 우라라가 마법대변신한 변신체인 매직 머메이드처럼 호우카가 마법대변신했을 때의 모습인 매직 페어리와 모습이 비슷하다.
정식 등장은 극장판 파워레인저: 인페르시아의 신부와 호우카가 변신하기 위해 매직폰으로 천공성자인 윈젤을 호출할 때 모습을 현신하여 둘이 왼팔을 위로 올리고 오른팔을 어깨와 나란히 뻗는 변신 포즈를 취하며 매직 핑크의 힘을 주는 모습이 전부이다. 단독 대사는 다른 남매들의 천공성자와 마찬가지로 일절 없다.
스플라젤 (Splagel)
매직 블루의 힘의 원천이 되는 천공성자이자 오즈 우라라의 수호신이나 마찬가지인 존재. 아프로헤어와 보이지 않는 눈, 기다란 꼬리를 한 인어처럼 생겼다. 물의 천공성자로 엘레멘트는 물. 호우카가 마법대변신한 변신체인 매직 페어리처럼 우라라가 마법대변신했을 때의 모습인 매직 머메이드와 종이 비슷하다.
정식 등장은 극장판 파워레인저: 인페르시아의 신부와 우라라가 변신하기 위해 매직폰으로 천공성자인 스플라젤을 호출할 때 모습을 현신하여 둘이 양팔을 조금씩 벌리는 변신 포즈를 취하며 매직 블루의 힘을 주는 모습이 전부이다. 단독 대사는 다른 남매들의 천공성자와 마찬가지로 일절 없다.
볼젤/썬더젤 (Bolgel/Thundergel)
매직 옐로의 힘의 원천이 되는 천공성자. 엘레멘트는 번개. 번개의 천공성자였던 라이젤의 후임. 인페르시아로 전향한 라이젤이 선젤과 루나젤, 블레이젤을 배신하고 타락한 뒤로는 라이젤의 빈 자리를 채웠다.
정식 등장은 극장판 파워레인저: 인페르시아의 신부와 츠바사가 변신하기 위해 매직폰으로 천공성자인 볼젤을 호출할 때 모습을 현신하여 둘이 오른팔발을 내밀고 왼팔발을 뒤로 당기는 변신 포즈를 취하며 매직 옐로의 힘을 주는 모습이 전부이다. 단독 대사는 다른 남매들의 천공성자와 마찬가지로 일절 없다.
플레임젤/파이어젤 (Flamegel/Firegel)
매직 레드의 힘의 원천이 되는 천공성자로 카이의 수호신이나 마찬가지인 존재. 엘레멘트는 불꽃. 오즈 다섯 형제의 아버지인 블레이젤의 후임. 배신자 라이젤의 후계를 이은 볼젤처럼 블레이젤이 인페르시아와의 전쟁에 행방불명된 후에는 그의 빈 자리를 채웠다. 블레이젤을 가장 많이 닮은 자식인 카이가 커서는 블레이젤의 정기를 이어 받은 것과 일치하다. 전임인 블레이젤의 자리를 이어간다는 점에서 수호의 대상인 카이와 비슷한 길을 걷는 천공성자이다.
정식 등장은 극장판 파워레인저: 인페르시아의 신부와 카이가 변신하기 위해 매직폰으로 천공성자인 플레임젤을 호출할 때 모습을 현신하여 둘이 Y자 변신 포즈를 취하며 매직 레드의 힘을 주는 모습이 전부이다. 다른 네 남매의 천공성자와 마찬가지로 단독 대사는 일절 없다. 해적전대 고카이저 3화에는 일시적으로 매직레인저로 변신할 힘을 잃어 버린 카이가 마법을 쓸 수 있도록 이번에는 매직폰을 매개로 멀리서 힘을 공급하는 것이 아니라 직접 지상으로 내려와 조력자로 활약한다. 캡틴 마블러스를 시험할 때 카이와 함께 Y자 변신 포즈를 취하여 화염 공격을 빙자한 환영 마법을 걸었다. 마지막에는 고카이저에게 잠시 매직레인저의 힘을 맡겨 두기로 하고 자신에게 도와 줘서 고맙다고 감사를 표하는 카이에게 경의의 자세를 취하며 매직토피아로 돌아간다.

### 인페르시아
지하에 존재하는 지하명부. 15년 전, 조비르,하이조비르, 수많은 명수, 명수인들이 브레이젤에 의해 봉인당했으나, 어느 날 갑자기 봉인이 약해져 지상계를 습격하기 시작한다.
움마
인페르시아를 지배하는 명수제.
15년 전, 명부문을 만들어 대군대를 이끌고 지상계를 침략하려 했다.
브레이젤한테 봉인당하기 직전 전생주박을 걸어 마도기사 울자드로서 자신에게 충성을 바치도록 세뇌시킨다.
브랑켄과 울자드에게는 어둠의 힘을 부여해서 지상계를 습격하도록 한다.
절대신으로서 부활하면 허무와 기아를 채우려고 모든 걸 먹어치운다고 한다.
3일 이내에 절대신으로서의 모습과 힘이 완전해지면 세상은 멸망해 무로 돌아간다고 한다.
자신의 어둠의 힘으로 미라가 된 라이젤을 마도신관 메미로 부활시킨다.
마지레인저의 레젠드 파워를 흡수해 부활하나 전생주박이 풀린 브레이젤의 몸속에 영혼을 봉인당한다.
후에 명부신 다곤에 의해 브레이젤과 자신의 영혼이 분리되어 명부신 티탄을 선택하고 그 몸을 통해 절대신으로 부활한다.
절대신으로 부활한 뒤 마법력을 먹는 힘을 갖게 된다.
마지토피아를 습격해 천공대성자 마지엘을 해치려고 하나 실패한다.
지상계의 시간을 흡수해 마지레인저에게 지상계의 황량한 미래를 보여준다.
지상계의 마지막 희망인 마지레인저도 해치려 하나 마지레드의 페이탈 블레이드 기술에 밀린다.
후에는 인페르시아에게 버림받고 마지레인저 가족 전원의 힘을 합친 마법에 패한다.
브랑켄
인페르시아의 첫 지도자로 계력대장이었다.
무기는 움마의 어둠의 힘으로 주어진 헬 황이다.
울자드와는 뜻이 안 맞아 충돌하기도 한다.
울자드가 마지레인저로부터 빼앗은 힘으로 지상계에 나올 수 있었으나 마지레드의 특별한 힘에 의해 울자드의 그 힘이 봉인되어 지상계로 나갈 수 없게 된다.
명부문이 지상계에 출현하자, 명부문의 틈을 비집고 나와 지상계를 습격한다.
마지킹의 새로운 힘에 의해 패한다.
반큐리아(나이와 메아)
인페르시아의 요환밀사이자 퀸 뱀파이어이다.
매우 교활하고 현명하며 보통 흡혈귀와는 달리 햇볕 밑에서도 끄떡없이 돌아다닌다. 마루데요나 세계를 마음대로 돌아다닐 수도 있다.
나이와 메아 두 흡혈귀로 나뉘기도 한다. 아무리 죽는다 해도 밤이 되면 다시 부활한다.
언제나 명수와 명수인들을 돕기도 한다. 마지레인저를 매우 싫어한다.
명수 리치와 짝을 이뤄 호우카를 흡혈귀로 만들지만 츠바사가 만든 새벽의 결정에 의해 실패하고 패한다.(밤이 되었을 때 다시 부활했다.)
명부문을 열기 위한 문의 열쇠라 칭해지는 루나젤을 습격하나 카이에 의해 저지당하기도 했다.
울자드의 마법으로 연성된 우저폰을 잠깐 동안 사용하기도 했다.
명수인들이 모두 패하고 움마마저도 봉인당했을 때, 명부신들 쪽에 빌붙고 그들 중 한 명인 다곤을 섬긴다.
후에는 스핑크스가 지상계에 관심을 갖고 용기를 깨닫기 위해 명부신들을 배신하자 스핑크스를 따르게 된다.
움마에게 당한 브레이젤과 선젤을 불사의 힘으로 되살려주고 마지레인저와 화해한다.
마도기사 울저드
인페르시아의 마도기사로 움마의 눈이 있는 사안실드와 소드가 무기이다.
본 정체는 브레이젤으로 움마를 봉인하기 직전 기습을 당해 울자드가 되었다.
마도마 발키온을 보유하고 있으며 이와 합체해 울 켄타우로스와 울 카이저가 된다.
미유키와의 결전에서 그녀를 쓰러뜨린 경험이 있기에 마지레인저와는 원수지간이 된다.
카이와의 대결에서 검이 파괴되자 브랑켄이 남긴 헬 팡을 사용하게 된다.
한 때는 반큐리아에게 자신의 마력을 나눠준 적이 있다.
카이에 의해 과거의 기억을 되찾고 브레이젤 상태로 되돌아오며 움마의 부활을 저지하고 그의 영혼을 얻는다.
다곤과의 만남 때 울저드의 모습으로 나온다.
슬레이프닐과의 대적에서 그의 마도마차를 박살내고 인페르시아로 되돌려 보낸다.
와이반과의 전투에서 그에게 승리하나 티탄에 의해 가차없이 무너지고 다곤에게 움마의 영혼까지 뺏긴다.
이 후에는 울저드 파이어라는 새로운 모습으로 나온다.
마도신관 메미
인페르시아의 두번째 지도자로 움마의 손톱이 변형한 부채를 무기를 삼고 있다.
본 정체는 천공성자 라이젤으로 선젤과의 대결에서 미라가 된 이후 움마의 힘에 봉인이 풀리며 움마에게 충성을 맹세한다.
선젤과의 듀얼 본드 대결에서 패하고 명부신이 부활한다는 말을 남긴 채 괴멸한다.

#### 명수
트롤
엄청난 괴력을 소유한 명수.
마지마더에 의해 격파당하고 또다시 나타날때는 마지레인저의 일격에 무너지나, 울자드가 마지레인저에게 빼앗은 마지킹 합체 주문의 파워로 스톤트롤로 부활시킨다.
블로브
왕성한 식욕을 지닌 먹보 명수.
한번 삼킨 건 뱉어내지 않는다.
마지조드의 합동 공격에 패한다.
웜
지렁이처럼 생긴 명수.
마지드래곤에 패한다.
코카트리스
닭처럼 생긴 명수.
사람들을 돌로 만드는 힘을 가졌다.
마지블루(우라라)도 빔을 맞아 돌이 되었으나 마지레드(카이)가 코카트리스를 이김으로서 되돌아온다.
울자드의 힘으로 되살아났다.
마지킹에 의해 패한다.
미믹
열어서는 안 될 금단의 상자로 통하는 명수.
택시처럼 위장하여 사람들을 속여서 습격한다.
마지킹에 의해 패한다.
팡가스
모래바람을 자유자재로 다루는 명수.
이 공격에 당하면 몸을 마음대로 움직일 수 없다.
마지조드의 합동 공격에 패한다.
만티코어
춤을 좋아하는 명수.
본인이 춤추면 사람들도 똑같이 따라하게 된다.
마지블루와 마지핑크의 합동 공격에 의해 무너지지만 다시 부활했고 마지드래곤에 패한다.
스톤트롤
마지킹 합체 주문의 힘으로 트롤이 변한 모습.
바리키온과 합체해 파이어카이저가 된 마지레드에 의해 패한다.
스톤트롤이 패함과 동시에 마지레인저는 마지킹 합체 주문의 힘을 되찾는다.
스펙터
빙의가 특기인 명수.
마지그린의 선인장에 빙의해 주변의 것들을 먹어치워 힘을 키운다.
마지킹의 새로운 주문에 의해 선인장과 분리되어 패한다.
리치
한밤중에 활동하는 흡혈귀 명수.
퀸 뱀파이어인 반큐리아와 콤비를 이루어 사람들의 피를 빨아 흡혈귀로 만든다. 아침이 오면 흡혈귀가 된 사람은 재가 된다.(호우카의 경우에는 반큐리아한테 피를 빨림)
마지킹의 마법참 공격에 패한다.
오거
고독방 3명수 중 하나.
괴력으로 무장하며 항상 방망이로 공격한다.
마지킹의 공격에 의해 패한다.
구르
고독방 3명수 중 하나.
무쇠팔로 마치 복싱하듯이 공격한다.
배가 약점이었으나, 브랑켄이 오거의 사념이 깃든 방망이로 배를 치면서 훈련을 시켜 강화된다.
마지레드의 마지펀치에 의해 패한다.
스켈레톤
고독방 3명수 중 하나.
붉은 해골을 보여 사람들에게 저주를 건다. 이 저주에 걸린 사람의 팔에는 해골의 문장이 새겨지고, 일정 시간이 지나면 사라진다.
쓰러져도 해골의 힘으로 되돌아온다.
마지킹의 새로운 힘으로 불타서 패한다.
가고일
명부문의 문지기를 담당하는 명수.
울자드의 명령을 받고 마지레인저를 습격.
민첩함으로 마지레인저를 조롱하나, 마지드래곤에 의해 패한다.
스파이더
명수인 인큐버스 페르빌레지와 콤비를 이루어 사람들의 영혼을 빼앗는 마수.
마지레인저의 총 공격에 패한다.
패함과 동시에 공포의 불꽃탄이 된 1000명의 영혼은 원래대로 돌아간다.
고렘
인페르시아에서 희귀한 명기.
한 번 기동되면 지상의 모든 것을 파괴할 때까지 멈추지 않는다.
블라테스의 영혼과 융합되어서 그 힘은 무시무시해졌다.
마지레젠드의 파이어 토네이도 공격에 패한다.
모르드
인페르시아의 금단의 명균수.
모르드의 곰팡이는 사람에게서 자유를 빼앗고 모르드가 잠에서 깨어나면 곰팡이를 맞은 사람은 먹힌다.
마지막엔 동족들끼리 먹히고 먹혀 전멸했다고 하지만 살아남았다.
마지레인저의 레전드 피니쉬 빔에 의해 패한다.
메미가 하이모르드로 부활시켜 마지레인저를 공격하나 울자드가 기사의 싸움에 찬물을 끼얹은 것이라며 마지레인저를 구해준다.

#### 명수인
보통 명수들과는 달리 사람의 말을 할 수 있으며 말로써 상대방을 회유하며 결투한다. 메미가 된 라이젤이 어둠의 마법으로 한 명 씩 부활시켜 지상계를 습격한다. 명수인들 중에는 어둠의 계곡에서의 격렬한 전투로 살아남은 명수인 사천왕이 존재한다.
가림 그렘린
장난을 좋아하는 명수인.
메미한테 받은 마법 펜으로 마을 전체에 울자드의 마법진을 그려 마을을 파괴하려 하나 마지 샤인한테 패한다.
베르단
본인을 야상의 파괴자라 칭하는 명수인.
지상계의 급소를 찾아 한방에 없애려고 했으나, 마지레인저와 트라베리온에 의해 패한다.
닌자 기리카게
닌자처럼 인법을 사용하는 명수인.
호우카를 납치해 마지레인저를 협박해서 트라베리온 익스프레스의 마지티켓을 빼앗으려고 하나, 트라베리온에 패한다.
인큐버스 페르빌레지
악몽을 꾸게 하는 명수인.
나이와 메아를 좋아하지만 그 둘은 페르빌레지를 싫어한다.
명수 스파이더와 짝을 이루어 1000명의 영혼을 빼앗아 공포의 불꽃탄을 만들어 지상계를 파괴하려 하지만 실패한다.
비겁하게 명수 스파이더를 방패로 하기까지 했다.
마지킹의 천공마법참 공격에 패한다.
시프 재스통
물건을 훔치는 게 특기인 명수인.
사람들의 소중한 물건들을 훔쳐 어둠의 힘으로 다이너마이트로 바꾼다.
카이도 본인의 용기를 빼앗겨 변신을 못하게 되지만 본인 스스로 용기를 내 시프와 맞서 싸운다.
트라베리온의 디스트럭션 파이어 공격에 패한다.
이후 다이너마이트는 카이의 새로운 마법으로 사람들의 소중한 물건들로 분리되어 되돌아갔다.
하피 피위
전율의 괴조라 칭해지는 명수인.
음식을 모래로 바꿔 그걸 삼킨 사람의 뱃속에 벌레를 탄생시켜 부활시키려 했다.
스모키의 공격과 디스트럭션 파이어 역분사 공격, 그리고 천공마법참에 패한다. 사망 동시에 사람의 뱃속에 벌레 완전히 소멸, 모래로 된 것도 음식으로 바껴 원래대로 되돌아왔다.
브루브룸 브라이드
극장판에서만 등장하는 오리지널 캐릭터.
버서커 일족의 왕으로 인페르시아에서도 결투를 좋아하는 흉악한 전투민족. 본인이 입고 있는 갑옷에는 일족의 영혼들이 봉인되어 있고 순수한 마음을 가진 인간 여자와 결혼하면 영혼들이 풀려나 불사의 사령군단이 탄생하게 된다.
지상계를 습격해 신부감으로 유카를 납치해간다.
메미가 수여한 아이템 꼭두각시 반지로 유카를 조종해 본인을 사랑하게 만들어 결혼하려 하나 마지레드로 변신한 카이가 그걸 저지한다.
세인트카이저, 마지드래곤, 트라베리온의 협동 공격에 패한다.
키마이라
메미가 트라베리온의 힘을 이용한 금단의 마법으로 브레이젤이 봉인한 명수와 명수인들이 되살려 합체한 최강의 합체명수인.
천개의 눈과 천개의 기술을 소유한다.
세인트카이저의 세인트 혼 피니쉬 공격에 패한다.

#### 명수인 사천왕
사무라이 시치쥬로
명수인 사천왕 중 하나로 통칭 저주의 혈도.
검술에 능하며 본인의 검을 잡은 사람을 조종해왔다.
오즈 5남매의 유대를 절단시킨다.
마지 그린의 힘에 패하지만, 검에 봉인된 자신의 혼으로 마지 그린을 조종하나 오즈 5남매의 유대의 힘에 굴하고 마지샤인의 샤이닝 어택에 검이 산산조각나 완전히 패한다.
후에 블라테스가 볼스틱으로 그 잔해를 거두어들인다.
세이렌 네리에스
명수인 사천왕 중 하나로 통칭 학살의 프리마돈나.
노래를 해서 사람들을 해치는 게 특기지만, 목을 다쳐서 대신 마미야 레이를 유령으로 되살려 노래하게 한다.
후에 마미야 레이가 본인을 거부하자, 마미야 레이를 자신의 안에 흡수시키나 마지옐로(츠바사)의 새로운 힘에 의해 분리된다.
마지레인저와 마지샤인의 협동 공격에 의해 패한다.
후에 블라테스가 볼스틱으로 시체를 거두어들인다.
코볼트 블라테스
명수인 사천왕 중 하나로 리더다. 통칭 지옥의 현자.
삐딱하고 냉정한 성격이다.
볼스틱을 이용해 비눗방울을 이용한 공격을 한다.
명수인 에이티 지와 함께 악마의 빙산 이블아이스를 키운다. 볼스틱으로 거둔 시치쥬로와 네리에스의 힘을 지한테 부여한다.
볼스틱으로 마지핑크(호우카)의 1년간의 기억을 리셋시키는 저주를 걸었으나, 볼스틱이 부러져 호우카한테 걸린 저주가 풀린다.
메미의 마법으로 힘과 젊음을 되찾으나, 마지레인저의 레전드 피니쉬 빔에 패한다. 후에 명기 골렘에 본인의 영혼을 흡수당한다.
에이티 지
명수인 사천왕 중 하나로 명수인 중에서 최강의 힘을 자랑한다.
얼음을 이용한 공격이 특기. 본인보다 강한 자(천공성자 브레이젤을 빼면)가 없다는 이유로 결투에는 흥미가 없었다.
이블아이스를 키워 지상계를 얼리려 했다.
블라테스가 거두어들인 시치쥬로와 네리에스의 힘으로 더 강해진다.
전설의 힘을 얻은 마지레인저의 레전드 피니쉬 빔 공격에 의해 이블아이스에 박혀 이블아이스와 함께 산산조각나 패한다.

#### 명부 10신
인페르시아의 사악한 신들 10명. 표식은 어둠의 오로라로 이것이 나타나면 명부신이 부활했다는 증거이다. 마지토피아의 전설에 따르면 명부신이 지상을 습격할 때 지상의 인간들이 싸우면 지상과 마지토피아가 멸망한다는 설 때문에 인간들은 그들에게 손댈 수 없었다. 그러나 마지레인저는 어머니 미유키를 되찾기 위해 그 전설을 깨고 명부신에 맞서 싸울 것을 택한다. 명부신들은 어둠의 계율에 따라 심판의 석판의 힘에 의해 의식을 치러 신벌집행신으로 선택받을 때만 신벌집행이 가능하다. 어둠의 계율은 반드시 지켜야 하며 어길 시에는 숙청당한다. 명부신들 중에서 토도가 미유키의 혼을 잡아놓고 티탄이 움마의 부활의 제물로 선택되는가 하면 스핑크스가 용기에 관한 걸 깨닫기 위해 명부신들을 배신한다.

##### 2극신
드레이크
명부신의 이극신 중 하나이다. 성격이 굉장히 난폭하고 싸움을 좋아한다.
사이클롭스의 신벌집행 때, 고곤으로부터 천공성자가 마루데요나 세계에 있다는 걸 듣고 어둠의 계율을 무시한 채 히카루와 대결하러 가기도 했다.
본인의 몸은 인페르시아에서 가장 튼튼한 드래곤의 비늘로 만든 갑옷으로 보호받고 있기 때문에(단 목은 예외.) 어떤 공격에도 끄떡없다.
힘이 극한에 달할 때는 완전한 용의 모습으로 변신한다. 스노우젤과의 결투에서는 약간 고전한다.
마지레젠드의 파이어 토네이도 공격과 트라베리온의 디스트럭션 파이어에 의해 패한다.
슬레이프닐
명부신의 이극신 중 하나로 인페르시아 중에서 가장 최강의 신이다. 창과 방패로 무장하며 강력한 공격력을 지녔다.
명부전차를 끌고 다니며 결투한다.
다곤의 지시를 받고 드레이크를 도와 마지레인저와 싸우나 브레이젤에게 저지당한다.
다곤과 함께 스핑크스를 숙청하고 대신 신벌집행에 나선다.
마지레인저 5명의 힘을 합친 공격에 의해 당하고 용기의 힘을 깨달으며 패한다.

##### 3현신
다곤
명부신의 삼현신 중 하나로 명부신들의 리더이다.
무시무시한 힘을 지녔으며, 명부신들 중에서도 무적이다. 반큐리아가 섬기는 신이기도 하다.
드레이크가 신벌집행신으로 정해졌을 때 어둠의 계율을 무시하고 슬레이프닐을 투입시켜 같이 싸우게 한다.
브레이젤의 몸에 자신의 비늘을 주입시켜 반큐리아에게 브레이젤을 찾게 한다.
후에 브레이젤을 찾아 움마의 영혼을 빼앗아간다.
인페르시아를 배신한 티탄을 죽여 움마를 절대신으로 부활시킨다.
신벌집행을 포기한 스핑크스를 숙청하나 반큐리아가 자신을 배신하고 스핑크스를 되살렸고, 후에 스핑크스한테 당한다.
고카이저 고세이저 슈퍼 전대 199 히어로 대결전에서 흑십자왕에 의해 다시 부활하나, 슈퍼전대 로봇 군단에게 당한다.
스핑크스
명부신의 삼현신 중 하나이다. 명부신들 중에서 제일 현명하다.
어둠의 계율을 어기는 건 그냥 지나치지 못한다.
마지레인저를 때로는 구해주기도 한다.(어디까지나 어둠의 계율을 지키려고 했기 때문이다.)
움마에 의해 신벌집행신으로 선택되지만 마지레인저의 신념인 용기에 매료되고 지상계에 관심이 생겨 신벌집행을 포기한다.
다곤과 슬레이프닐에 의해 숙청되나 반큐리아의 불사의 힘으로 되살아나고 어둠에 집착한 다곤을 해친다.
명부신들 중에서 유일하게 살아남았고, 후에는 지상의 인간들과 용기를 깨닫기 위해 인페르시아를 개척해 나간다
고곤
명부신의 삼현신 중 하나이다. 굉장히 교활하고 잔인하다.
뱀들을 자유자재로 다루며 뱀들을 이용해 주변의 사물을 돌로 바꿀 수 있다.
몸 속에는 강력한 위액이 분비되고 있어 삼켜진 건 일정 시간이 지나면 녹는다.
신벌집행 때 지상의 모든 것들을 돌로 바꾸려고 했다.
뱀들의 정원에서 마키토,우라라,츠바사,히카루를 집어삼키나 카이와 호우카의 새로운 힘에 의해 뱉어내게 된다.
스핑크스에게 토도의 도움을 받은 것을 지적당할 때 동료들에게 숙청당할 것이라고 저주한다.
마지레젠드의 파이어 토네이도 공격에 패한다.

##### 5무신
이프리트
명부신의 오무신 중 하나로 몸 속에 마그마가 끓어오르며 불꽃을 이용한 공격이 특기이다.
모든 공격을 눈빛으로 증발시킨다.
본인이 불을 붙여 불이 꺼지기 전까지 대결을 하는 규칙을 정해 마지레인저와 대결한다.
마지레인저와 대결하는 중 본인이 정한 규칙을 어겨 동료들에게 숙청당한다.
사이클롭스
명부신의 오무신 중 하나로 스나이퍼다.
사이클롭스의 총을 맞은 것들은 모두 사라진다.
사이클롭스는 거울의 세계에 숨어 마지레인저를 공격하나 마지옐로에 의해 공략당한다.
마지레젠드의 파이어 토네이도 공격에 패한다.
와이반
명부신의 오무신 중 하나이다. 이중인격의 소유자.
반큐리아가 가까이하는 신들 중 하나이기도 하다.
움마의 혼을 찾는데 동조하기도 한다.
난데없는 스피드와 여러 가지 기술을 소유한다.
명부신들을 배신한 티탄을 죽이려고 마지레인저를 공격한다.
후에 브레이젤의 블레이징 스톰 슬래시 공격에 패한다.
토도
명부신의 오무신 중 하나이다. 가시나무정원을 관장하는 신.
엄청난 먹보이고 게으르며 결투에는 제일 약한 듯.
본인의 몸속에 있는 독을 이용한 공격이 특기이다. 이 독을 맞은 두 사람은 영혼이 뒤바뀌게 된다.
영혼들을 수집하는 게 취미. 마지 마더의 영혼을 붙잡아두기도 했다.
고곤의 지시로 지상계를 습격하는데 도움을 주다가 스핑크스에게 발각된다.
명부개구리들을 부화시켜 지상계를 온통 개구리로 뒤덮이게 하려고 했다.
가시나무정원에 들어온 마지레인저에게 게임을 시켜 궁지에 몰아넣는다.
마지레인저에 의해 마지 마더를 빼앗기고 마지레인저와 마지마더의 합체공격에 패한다.
타이탄
명부신의 오무신 중 하나이다. 힘이 굉장히 쎄다.
신벌집행 때 호우카를 통해 생명의 소중함을 깨닫고 신벌집행을 포기한다.
움마 부활의 제물로 본인이 정해져서 움마의 혼이 빙의되었을 때, 움마의 혼을 영원히 봉인하기 위해 잠의 호수에 몸을 담그기로 결정한다.
호수를 눈앞에 두고 다곤에게 당해 움마가 부활함과 동시에 소멸한다.

### 기타
맨드라보야 / 만도라
마법의 방에 있는 화분의 식물.
오즈 5남매의 어머니인 미유키에게 많이 신세 졌었다.
화분과 분리되면 슬퍼져서 울음소리를 내고 그 울음소리를 들으면 웬만한 사람은 무사하지 못하다.
마법에 관해 아는 것이 많아서 오즈 5남매에게 여러모로 도움을 많기 주기도 한다.
마지토피아가 고향인 것으로 추정된다.
바리키온
마도기사만을 따르는 마도마.
울자드가 우르켄타우로스나 우르카이저로 합체할 정도의 힘을 지닌 무서운 존재이다.
그러나 적인 카이와는 마음이 통하여 파이어카이저로 합체할 수도 있다.
유니고론
마지토피아에 사는 일각수.
마지토피아, 지상계, 인페르시아를 드나들 수 있는 능력을 가졌다.
극장판에 나왔듯이 원래 브레이젤의 애마였으나, 브레이젤이 사라진 뒤로는 아무도 따르지 않았다.
카이로부터 브레이젤의 마음을 느껴 카이와 같이 인페르시아로 쳐들어간다.
카이와 세인트카이저로 합체할 수 있다.
야마자키 유카 / 유카
카이와 같은 고등학교에 다니고 있으며, 축구부의 매니저이다.
카이가 좋아하지만 본인은 마법사인 마지레드를 좋아하고 있다.(카이는 마지토피아의 법 때문에 마지레드가 자신이라고 말할 수 없어서 유카는 모르지만)
카이와는 갈등을 겪는 경우도 많지만 카이를 걱정해주는 면도 있다.
극장판에서는 명수인 버서커의 왕 브루브둠 브라이드의 신부로 납치되었으나 마지레드로 변신한 카이에 의해 구출된다.
결국엔 마지레드가 카이였다는 걸 눈치챈다.(카이가 움마와 결전을 벌일 때)
이케다 에리코 / 멜다
마키토가 큰형님 농장에서 딴 농작물들을 배달하는 가게의 주인.
마키토가 좋아하는 여자이기도 하다.
까칠하고 삐딱한 성격이며 엄청난 츤데레이다.
농작물의 질 문제로 마키토와는 갈등을 빚기도 한다.
꽃이 안피는 선인장을 마키토에게 주며 꽃을 피우면 사귀어주겠다고 속인다. 나중에 들통났지만 마키토는 동요하지 않는다.
선인장에 빙의한 명수 스펙터의 습격으로부터 마키토가 구해준 일 때문인지 그 이후로 마키토에게는 마음을 연다.
테츠야
호우카가 결혼하려고 했던 남자.
직업은 카메라맨인 듯.
안경을 쓸 때랑 벗을 때랑은 성격이 뒤바뀌는 사차원적 성격이다.
명수 스켈레톤으로부터 저주를 받아 해골의 각인이 새겨졌지만 마지레인저가 스켈레톤을 해치운 뒤로 풀린다.
결혼 직전까지 다가와서는 결국엔 호우카와 헤어진다.
후에 호우카가 명수인 블라테스에게 당해 기억을 잃었을 때 다시 등장하였다.
마키토의 부탁으로 호우카가 기억을 되찾도록 대시를 해 보았으나 실패한다.
스모키
마지토피아의 화산 연기에서 태어난 마법고양이.
옛날엔 엄청난 말썽꾸러기여서 천공성자들도 꽤 곤란해하고 있었다.
마지토피아의 보물들을 뒤적거리다 소멸의 상자의 저주를 받아 소멸되기 직전 선젤이 마지램프로 구해준다. 그 후엔 선젤을 주인으로 받들며 사람들의 소원을 들어주기로 한다.
카이가 마지램프를 문질러서 램프에서 나와 오즈 5남매와 첫 만남을 가진다. 오즈 5남매의 소원인 인페르시아를 물리치는 일은 불가능하다고 여겼지만 포기하지 않고 맞서 싸우는 5남매의 모습에 감동하여 소원을 받아들인다.
만드라보야와는 잘 지내는 듯 하나 장난을 거는 경우도 있다.
오즈 5남매들을 각각 장남,장녀,차남,삼남이라 부르지만 우라라의 경우에서는 예외다.
명수인 피위와 결투를 벌이며 대활약을 펼치기도 했다. 이 때는 램프와 분리되어 3시간이라는 제한을 넘겨 없어질 뻔했지만 선젤이 구해준다.
명부신 고곤의 뱀에 물려 돌이 되었으나, 고곤이 패함으로써 되돌아온다.
선젤과 우라라가 결혼한 후, 우라라를 지켜주는 활약도 한다.
코우타
츠바사가 다녔던 체육관 관장의 아들.
어릴 때부터 츠바사의 복싱을 동경해왔으며 복싱을 한다.
명수인 인큐버스 페르빌레지에 의해 영혼을 빼앗겼으나 츠바사가 구해준다.
마미야 레이
명수인 세이렌 네리에스가 자신의 노랫소리를 대신하기 위해 이용한다.
돌연사한 가수였고 유령으로 나타났을 때 츠바사와 만난다.
츠바사에게 자신이 진정으로 하고싶은 노래를 해주려다 네리에스에게 납치당하고 네리에스를 거부하자 네리에스의 목을 치료하기 위한 약으로 흡수된다.
츠바사의 특별 마법으로 네리에스와 분리되고 네리에스가 패한 뒤 소멸된다.
히로후미
호우카의 애인으로 등장하는 단역.
후에는 양다리인 걸 알고도 대시를 하나 차인다.(이때는 호우카와 카이가 명부신 토도의 독을 맞아 영혼이 뒤바뀌었으므로 카이가 찬 것임.)
아카네
카이가 중학교 때 알고 지냈던 친구이다.
아버지가 제과점을 운영하고 있으며, 크리스마스 날에는 항상 카이가 와서 가게 일을 돕는다.
케이크가 다 망가져서 다시 만들 때, 생각하는 것보다 행동으로 직접 해결하려는 카이의 모습에 용기를 얻는다.

## 주문

### 마지레인저의 주문
- 마하지 마지 마지히로 (매직레인저로 변신)
- 마하지 마지 마지카 (매직 조드로 변신)
- 마하지 지르마 징가 (매직 드래곤으로 변신)
- 마하지 지르마 마지 징가 (매직 킹 조드로 변신)
- 마하지 마지히로 (루시 변신마법)
- 지르마 마주나 (마수 제거마법)
- 마주나 지르마 (균형을 무너뜨리는 마법)
- 지히 마지카 (매직 그린과 매직 블루의 공격마법)
- 지히 지지르 (매직 옐로와 매직 레드의 공격마법. 매직스틱 보우건, 매직스틱 소드)
- 징가 마지히로 (물질 합체)
- 마하지 지히 마지히로 (매직레인저 볼로 변신)
- 지르마 마지히로 (연성 마법)
- 마하지 마주나 (이동 마법)
- 마주나 (물 분사 마법)
- 마지카 (불 켜는 마법)
- 지지르 (번개 마법)
- 마지히네 (변신 해제마법)
- 마지히로 (매직 화이트가 매직레인저에게 힘을 주는 마법)

오즈 남매에게 전수한 마법)
- 마주나 마주나 (보이지 않게 하는 마법)
- 마지 마지카 (매직 레드의 필살기. 레드 파이어)
- 마지 마지 마지카 (매직 레드의 필살기 2단계. 레드 파이어 피닉스)
- 마하지 마지 마지 마지카 (매직 레드의 필살기 3단계. 레드 파이어 미라클 피닉스)
- 지르마 마하지 징가(파이어타우로스로 변신)
- 지르마 마하지 마지 징가 (파이어카이저로 변신)
- 지르마 마지카 (숲의 도움을 받는 마법)
- 마지 마하지 (체력 및 완력 증진마법)
- 마지히로 마지카 (감각 발달 마법)
- 마지 지지르 (점성술 마법)
- 마지 마지 지지르 (점성술 마법 업그레이드)
- 마하지 지르마 지히 징가 (마법의 얼음베기)
- 마하지 지르마 마지 마지카 (천상의 마법베기)
- 징가 마주나 (매직 실드)
- 지히 지히 지지르 (매직 펀치)
- 지르마 마지 마주나 (영원히 불태우는 마법)
- 지르마 마지 마지히로 (어둠의 마법을 해제해서 원래대로 되돌리는 마법)
- 지르마 지히 마지카 (스모키 블루 샤이닝어택)
- 마지히네 마지히네 (원래대로 되돌리는 마법)
- 지르마 마지 마지히네 (기생체 제거 마법)
- 지르마 마지 마지 마지히네 (삼키거나 파괴된 기생체를 원래대로 돌려놔서 꺼내는 마법)
- 마하지 지르마 마지히로 (매직레인저가 칼로 변신하는 마법)
- 지히 마지 마지히로 (킹스칼리버의 칼날을 날카롭게 하는 마법)
- 마하지 마지 마지 마지히로 (레전드 매직레인저로 변신)
- 마하지 지르마 고르 징가진 (레전드 메가 조드로 변신)
- 마하지 고르 마주우르 (매직 파이어버드 변신마법)
- 마하지 지르마 고르 고고호르 (매직 라이언 변신마법)
- 마지볼트 (레전드 매직레인저의 속성 마법)
- 지히 고르 지지르 (창 소환마법)
- 지히 고르 마지볼트 (레전드 피니쉬)
- 마하지 고르 마지카 (레전드 매직 블루의 마지볼트를 강화시키는 마법. 판타스틱 플래시)
- 고호 마지히로 (레전드 매직 옐로의 다이얼로드를 보우건으로 변환시키는 마법)
- 마하지 지르마 고르 고지카 (스크류 칼리버 파이어 크러쉬)
- 마하지 마지 징가(세인트타우로스 합체마법)
- 마하지 마지 지르마 징가 (세인트카이저 합체마법)
- 마하지 고르 마지카 (브레이젤 스톰)
- 마지 마지 고지카 (레전드 매직 블루의 물로 구멍을 뚫는 마법)
- 징가 고르 마주나 (적의 공격을 무효화하는 마법)
- 고르 마하지 (몸이 단단해지는 마법)
- 마지 마주나 (자신이 건 마법을 깨뜨려 마법에 영향을 받은 것까지 소멸시키는 마법)
- 마지히네 루루도 (몸 속에 있는 것을 빼내는 마법)
- 지르마 지르마 공가 (빛을 하나로 모으는 마법)
- 지히 고르 마주나 (땅에 구멍을 뚫어 다른 공간으로 보내는 마법)
- 마지 마주우르 고고호르 징가진 (매직레인저의 힘을 하나로 합쳐서 공격하는 마법. 일명 파이브 판타스틱 에어리어)
- 마하지 마지 마젠드 (지상계 최강의 마법. 오즈 가족의 마법력 극대화)

### 울자드의 주문
우자하라 우가로 (공격력 상승)(6,7)
- 도호자 우르 자자하드 (늑대 공격)(2,0,8)
- 도호자 우르 우가로(타인 거대화 마법)
- 우우자 도호자 장가 (울켄타우로스로 변신)(1,2,5)
- 우자하드 (방패와 검 소환)(1)
- 우르 우가로 (암흑의 마도베기)(0,7)
- 우자 우르 우가로 (거대화 마법)(1,0,7)
- 우우자 우주나 (이동 마법)(1,9)
- 우우 우우 자자하드 (발키리온 소환마법)(4,4,8)
- 우우자 도호자 우르 장가 (우르카이저로 변신)(1,2,0,5)
- 우우자 도호자 우르 우가로 (강화된 암흑의 마도베기)(1,2,0,7)
- === 히카루(선젤)의 주문 ===

고호르 고르 고르디히로 (천상 변신)
- 고호 고호 고르디히로 (트라베리언 합체)
- 루우마 고르도 (기억 확인)
- 루우마 공가 (움직임을 정지시키는 마법)
- 고호르 / 고호 루루도 (시험의 세계를 만들거나 샤인이 스모키를 부르는 마법)
- 고르 고지카 (트라베리언의 기술인 디스트렉션 파이어)
- 고르 고르 고지카 (트라베리언의 기술인 디스트렉션 파이어 역분사)
- 루우마 루주나 고르디히로 (매직레인저의 레전드 파워 제어)
- 고호 고지카 (매직 램프에 스모키를 집어넣는 마법)
- 루우마 고호 고지카 (스모키 샤이닝 어택)
- 루루도 고지카 고르디히로 (인포메이션 플레어. 선젤로 각성했을 때 발동하는 공격마법)
- === 마지토피아의 주문 ===

루루도 (무기 소환 및 물체 변환)
- 고지카 (타격 및 공격 무효화 마법)
- 루주나 (결계나 입자가 되는 마법. 또는 해제마법)
- 고호르 루주나 (생명 방어 마법)
- 루우마 고르디히로 (물체를 높이 띄우는 마법)
- 고호르 루우마 루주나 (장소 변환마법)
- 루루도 고르디히로 (마법의 방을 교회로 바꾸는 마법)
- 공가 고호르 루주나 (금단의 마법으로 발생한 소용돌이 제거 마법)
- 지르마 고르 마주우르 고고호르

(매직레인저의 레전드 파워를 끌어내는 마법)
- 고호르 고르 고르도 (전생주술 해제)
- 고호르 루우마 고지카. 고호르 루우마 루주나

브레이젤의 움마 재봉인 마법
- 고호르 고르 마주우르 (스노우젤 변신마법)
- 루우마 고지카 (스노우젤의 얼려버리는 마법)
- 고호르 고르 고르 고르디히로 (브레이젤의 초천상변신)
- 고호르 루우마 고르 공가 (브레이젤이 천상 우르카이저로 변신)
- 고호르 루우마 공가 (브레이젤이 천상 우르켄타우로스로 변신)
- 마하지 고르 지히 마지카 (브레이젤 스톰 슬래쉬)

## 등장 메카

### 마지 마신
- 마지 피닉스(매직 피닉스)
- 마지 가루다(매직 가루다)
- 마지 머메이드(매직 머메이드)
- 마지 페어리(매직 페이리)
- 마지 타우로스(매직 타우로스)
- 트라베리온 익스프레스(트라베리언 익스프레스)

### 로봇
처음 합체
- 마지 드래곤(매직 드래곤)

메인 메카
- 1호 메카 - 마지킹(매직킹조드)
- 2호 메카 - 트라베리온(트라베리언)

## 캐스트
- 오즈 카이 (카이) - 하시모토 아츠시
- 오즈 츠바사 (요나) - 마츠모토 히로야
- 오즈 우라라 (미호)- 카이 아사미
- 오즈 호우카 (루시) - 벳푸 아유미
- 오즈 마키토 (유진) - 이토 유키
- 오즈 미유키 (마리) - 와타나베 아즈사
- 히카루 (샤인) - 이치카와 요스케
- 오즈 이사무 (오즈 라스카)/울자드의 목소리 - 이소베 츠토무
- 야마자키 유카 - 히라타 카오루
- 이케다 에리코 - 후쿠오카 사야카
- 테츠야 - 이가라시 겐
- 나이 - 호란 치아키
- 메아 - 키타카미 토모미
- 린 - 야마노우치 메이비
- 천공대성자 매지엘 - 소가 마치코

### 목소리 출연
- 만도라보야 - 히가 쿠미코
- 마법 고양이 스모키 - 쿠사오 타케시
- 천공성자 크로노젤 - 노다 케이이치
- 천공성자 스노우젤 - 한 케이코
- 절대신 움마 - 시오노 카츠미 → 나미카와 다이스케 (부활 후)
- 개력장군 브랑켄 - 에가와 히사오
- 마도신관 메미/천공성자 라이젤 - 타카토 야스히로
- 요환밀사 반큐리아 - 와타나베 미사
- 슬레이프닐 - 우메즈 히데유키
- 드레이크 - 야오 카즈키
- 다곤 - 오오츠카 아키오
- 스핑크스 - 테라세 쿄코
- 고곤 - 타나카 아츠코
- 티탄 - 오가타 미츠루
- 와이번 - 사사키 노조무
- 토드 - 히라노 마사토
- 이플리트 - 이나다 테츠
- 사이클롭스 - 오키아유 료타로
- 명부병 조빌, 명부오장 하이조빌 - 시오노 카츠미, 아나이 유키
- 주문 음성, 나레이션 - 겐다 텟쇼
- 코볼트 플루라테스 - 아오노 타케시

### 슈트 배우
- 마지 레드, 마지 피닉스 - 타카이와 세이지[1]
- 마지 레드 (뉴질랜드 촬영본) - 하가 아키히로
- 마지 옐로, 마지 가루다, 와이번 - 이마이 야스히코[2]
- 마지 옐로 (뉴질랜드 촬영본) - 혼마 다카히로
- 마지 블루, 마지 머메이드 - 노가와 미즈호[3]
- 마지 블루 (뉴질랜드 촬영본) - 나기노 모토코
- 마지 핑크, 마지 페어리 - 오노 유키[1]
- 마지 핑크 (뉴질랜드 촬영본) - 요코야마 가즈히로
- 마지 그린, 마지 타우로스, 루나젤, 매지 킹, 매지 레전드, 티탄 - 후쿠자와 히로후미[4][5]
- 마지 그린 (뉴질랜드 촬영본) - 이와카미 히로카즈
- 마지 마더, 메미, 사이클롭스 - 하치스카 유이치
- 마지 샤인, 브랑켄, 드레이크 - 오카모토 지로[1][6]
- 울자드, 울자드 파이어, 울 카이저, 브레이젤, 슬레이프닐 - 쿠사카 히데아키[1]
- 스노우젤, 스모키 (대역) - 가미오 나오코[1][3]
- 반큐리아, 매지 블루 (대역) - 오바야시 마사루[1]

## 주제가
여는 노래
- 마법전대 마지레인저(魔法戦隊マジレンジャー 마호센타이 마지렌자[*])
  - 작사 - 이와사토 유호
  - 작곡 - 이와사키 타카후미
  - 편곡 - 교다 세이이치
  - 노래 - 이와사키 타카후미

닫는 노래
- 주문 강림 ~매지컬 포스~'(呪文降臨～マジカル・フォース 주몬 코린 ~마지카루 포스~[*])
  - 작사 - 이와사토 유호
  - 작곡 - YOFFY
  - 편곡 - 사이킥 러버 & 오이시 겐이치로
  - 노래 - Sister MAYO

## 수출

### 미국
2006년 2월 미국 디즈니에서 파워레인저 미스틱포스(Power Rangers Mystic Force)라는 이름으로 리메이크했다.

### 대한민국
2006년 7월 파워레인저 매직포스라는 이름으로 대한민국 재능방송에서 방영되었다.
- 정재헌 - 오즈 카이
- 전태열 - 오즈 요나 / 선수1
- 최향윤 - 오즈 미호
- 이용신 - 오즈 루시 / 여학생 / 피위
- 사성웅 - 오즈 유진 / 선수2 / 이프리트
- 양석정 - 샤인 / 사이클롭스 / 내레이션
- 엄현정 - 마지엘 / 스핑크스
- 박신희 - 오즈 마리 / 네이 / 엄마 / 레이 / 스노우젤 / 아카네(카이의 친구,41화)
- 시영준 - 우르저드 / 오즈 라스카 / 아버지(용사 브레이젤)
- 박영화 - 브랑켄 / 가림 / 기리카게 / 베르빌레즈 / 블루 라테스 / 드레이크 / 루시의 애인2
- 정선혜 - 반큐리어 / 메어 / 코타 / 어린 유진
- 엄상현 - 스모키 / 베르단 / 크로노젤 / 게스통 / 테츠야 / 시치쥬로 / 즈이 / 슬레이프닐 / 타이탄 / 선수3
- 김호성 - 메이미 / 라이젤
- 이소영 - 만도라 / 유카 / 루나젤 / 네리에스 / 고곤
- 이광수 - 다곤 / 절대신 움마
- 방성준 - 토드 / 와이번 / 루시의 애인1 / 아카네 아빠(41화)